# 鈴木健嗣
鈴木 健嗣（すずき かつし、1976年 - ）は、日本の経営学者。学習院大学経済学部経営学科教授、日本経営財務研究学会副会長。日経・経済図書文化賞等受賞。

## 人物・経歴
2000年明治大学商学部卒業。2005年一橋大学大学院商学研究科博士後期課程修了、博士（商学）。同年東京理科大学経営学部専任講師。2010年神戸大学大学院経営学研究科准教授。2013年ワシントン大学マイケル G. フォスター・スクール・オブ・ビジネス客員研究員。2015年一橋大学大学院国際企業戦略研究科准教授。2019年一橋大学大学院経営管理研究科経営管理専攻教授。2021年金融庁公認会計士・監査審査会公認会計士試験試験委員、証券経済学会常務理事。2022年日本経営財務研究学会副会長。2023年経済産業省スタートアップファイナンス研究会委員。2024年学習院大学経済学部経営学科教授。専門はコーポレート・ファイナンス、経営財務、企業価値評価。

## 著書
- 『出光興産の自己革新』（橘川武郎, 島本実, 坪山雄樹, 平野創と共著）有斐閣 2012年
- 『日本のエクイティ・ファイナンス』中央経済社 2017年
- 『日本のコーポレートファイナンス : サーベイデータによる分析』（花枝英樹, 芹田敏夫, 胥鵬, 佐々木隆文, 佐々木寿記と共著）白桃書房 2020年

## 受賞
- 証券アナリストジャーナル賞 2013年[7]
- 証券経済学会学会賞 最優秀賞 2018年[7]
- 日経・経済図書文化賞 2018年[7]
- The Pacific-Basin Finance Journal Research Excellence Award 2022年[7]
- Deloitte Best Paper Award	2022年[7]
- GPIF Finance Award 2024年[8]